# Eduardo Catroga
Eduardo de Almeida Catroga (ur. 14 listopada 1942 w Abrantes) – portugalski menedżer i przedsiębiorca, w latach 1993–1995 minister finansów.

## Życiorys
Absolwent Instituto Superior de Ciências Económicas e Financeiras na Universidade Técnica de Lisboa, pracował w tym instytucie przez kilka lat jako asystent. Ukończył również Harvard Business School. Był zatrudniony w koncernie chemicznym Companhia União Fabril, w którym doszedł do stanowiska dyrektora wykonawczego do spraw finansowych. Pod koniec lat 70. był wiceprezesem kompanii Quimigal, a od 1981 dyrektorem generalnym przedsiębiorstwa Sapec. W 1990 został wykładowcą w Instituto Superior de Economia e Gestão.
W latach 1993–1995 sprawował urząd ministra finansów w trzecim rządzie Aníbala Cavaco Silvy. Powrócił później do działalności w biznesie, m.in. jako dyrektor w Nutrinveste i Banco Finantia. Przez kilkanaście lat do 2021 zasiadał w radzie nadzorczej Energias de Portugal, przez pewien czas jako jej przewodniczący. Współpracował z Partią Socjaldemokratyczną, w tym jako koordynator jej programu wyborczego w 2011.